# Wydział Zarządzania Politechniki Lubelskiej
Wydział Zarządzania Politechniki Lubelskiej – jeden z wydziałów Politechniki Lubelskiej.

## Historia
Wydział Zarządzania i Podstaw Techniki powstał w roku 1988 z wyodrębnienia części Wydziału Mechanicznego i Organizacji (dzisiejszy Wydział Mechaniczny). Historia wydziału sięga Instytutu Organizacji i Zarządzania, funkcjonującego w latach 1973-1984.
1 stycznia 2008 roku z Wydziału Zarządzania i Podstaw Techniki wydzielono Katedrę Podstaw Techniki, Katedrę Matematyki, Katedrę Metod i Technik Nauczania oraz Instytut Fizyki, na podstawie których powstał Wydział Podstaw Techniki. Dotychczasowy Wydział Zarządzania i Podstaw Techniki zmienił nazwę na Wydział Zarządzania.

## Władze wydziału
Władze wydziału w kadencji 2016–2020:
- dziekan: prof. dr hab. inż.  Stanisław Skowron
- prodziekan ds. nauki: dr hab. inż. Artur Paździor, prof. PL
- prodziekan ds. rozwoju: dr hab. inż. Magdalena Rzemieniak, prof. PL
- prodziekan ds. studenckich: dr Magdalena Maciaszczyk

## Struktura
W obrębie wydziału funkcjonuje osiem katedr:
- Katedra Ekonomii i Zarządzania Gospodarką
- Katedra Finansów i Rachunkowości
- Katedra Inżynierii Systemów Informacyjnych
- Katedra Marketingu
- Katedra Metod Ilościowych w Zarządzaniu
- Katedra Organizacji Przedsiębiorstwa
- Katedra Strategii i Projektowania Biznesu
- Katedra Zarządzania